# Ritratto di Marija Lopuchina
Ritratto di Marija Lopuchina è un ritratto realizzato nel 1797 dall'artista Vladimir Lukič Borovikovskij. Tutt'oggi il dipinto è conservato nella galleria Tret'jakov di Mosca.

## Descrizione
Borovikovskij realizza il dipinto durante il suo soggiorno a San Pietroburgo, dove abitò nel ritrovo di poeti, architetti e musicisti. Caratteristici di questa sua fase sono i ritratti, come appunto quello della Lopuchina, in cui è evidenziato un particolare gusto per i sentimenti e i piccoli aspetti della vita quotidiana. Nell'opera si possono osservare sullo sfondo un ambiente bucolico in cui spicchia il celeste del cielo e il verde di più cespugli ed un albero. Si esclude comunque che si tratti di un giardino, dato in secondo piano si possono distinguere delle piante di grano riconducibili a un campo; per questa ragione si suppone che si tratti di uno scenario di campagna.
In primo piano è raffigurata la donna protagonista del dipinto: indossa una veste bianca e uno scialle di colore lillà, essa è cinta alla vita da un tessuto azzurro con riflessi dorati. Uno dei due polsi è coperto, ma sull'altro si possono scorgere dei delicati braccialetti d'oro. La donna ha un atteggiamento rilassato e poggia il braccio su un supporto, alla cui sinistra sbucano dei boccioli di rosa.

## Corrente artistica
Il quadro è considerato parte della corrente artistica del rococò; uno stile sviluppatosi in Francia nella prima metà del settecento, quale evoluzione del tardo barocco. Il rococò si trova in contrasto con la pesantezza e i colori forti adottati dal barocco. Lo stile tende a riprodurre il sentimento tipico della vita libera da preoccupazioni e quindi più spensierata.